# Вары (Береговский район)
Ва́ры (укр. Вари, венг. Vári) — село в Береговской городской общине Береговского района Закарпатской области Украины.

## История
О заселении в древности территории нынешних Варов свидетельствуют два клада бронзовых изделий эпохи поздней бронзы и раннего железа (конец II — начало I тысячелетия до н. э.), обнаруженные вблизи Варов и Боржавы.
Название происходит от венгерского слова «var» — замок, городище. Как считают историки, именно на месте этого поселения до XIII века существовал Боржавский замок (от которого ещё в XIX веке сохранялись руины). В селе сохранилась уникальная достопримечательность архитектуры — готический костёл XIV века.
Во время похода султана Сулеймана I на Венгрию турецкие войска, проходя в 1566 году через село, разорили его, а 38 семей угнали в плен.
С 1659 года известен герб Вары (на голубом щите, увенчанном короной и обрамленном лавровым венком, — профиль императора Леопольда I). В 1904 году этот герб был подтверждён цесарской властью.
В 1910 году население составляло 2625 человек.

## Достопримечательности
- Костел XV—XVIII веков.
- Боржавский замок XI—XIV веков.